# Saudiarabiens Grand Prix 2024
Saudiarabiens Grand Prix 2024, officiellt Formula 1 STC Saudi Arabian Grand Prix 2024, var ett Formel 1-lopp som kördes den 9 mars 2024 på Jeddah Corniche Circuit i Jidda i Saudiarabien. Loppet var det andra racet ingående i Formel 1-säsongen 2024 och kördes över 50 varv.
Loppet vanns av Max Verstappen.

## Ställning i mästerskapet före loppet
| Pos. | Förare           | Poäng |
| ---- | ---------------- | ----- |
| 1    | Max Verstappen   | 26    |
| 2    | Sergio Pérez     | 18    |
| 3    | Carlos Sainz Jr. | 15    |
| 4    | Charles Leclerc  | 12    |
| 5    | George Russell   | 10    |

| Pos. | Konstruktör           | Poäng |
| ---- | --------------------- | ----- |
| 1    | Red Bull              | 44    |
| 2    | Ferrari               | 27    |
| 3    | Mercedes              | 16    |
| 4    | McLaren-Mercedes      | 12    |
| 5    | Aston Martin-Mercedes | 3     |

- Notering: Endast de fem bästa placeringarna i vardera mästerskap finns med på listorna.

## Träningar
Tre fria träningar hölls innan kvalet, två på torsdag och en på fredag eftermiddag.
Ferraris reservförare, Formel 2-föraren Oliver Bearman ersatte Carlos Sainz Jr. från och med det tredje fria träningspasset, efter att den senare diagnostiserats med blindtarmsinflammation och drog sig ur evenemanget för att genomgå operation. Bearman gjorde därmed sin Formel 1-debut.

## Kvalet
Kvalet kördes den 8 mars 2024 kl. 18:00 svensk tid och pole sattes av Max Verstappen.
| Pos.                    | Nr. | Förare           | Konstruktör                  | Kvaltider | Kvaltider | Kvaltider | Start- grid |
| Pos.                    | Nr. | Förare           | Konstruktör                  | Q1        | Q2        | Q3        | Start- grid |
| ----------------------- | --- | ---------------- | ---------------------------- | --------- | --------- | --------- | ----------- |
| 1                       | 1   | Max Verstappen   | Red Bull Racing-Honda RBPT   | 1:28.171  | 1:28.033  | 1:27.472  | 1           |
| 2                       | 16  | Charles Leclerc  | Ferrari                      | 1:28.318  | 1:28.112  | 1:27.791  | 2           |
| 3                       | 11  | Sergio Pérez     | Red Bull Racing-Honda RBPT   | 1:28.638  | 1:28.467  | 1:27.807  | 3           |
| 4                       | 14  | Fernando Alonso  | Aston Martin Aramco-Mercedes | 1:28.706  | 1:28.122  | 1:27.846  | 4           |
| 5                       | 81  | Oscar Piastri    | McLaren-Mercedes             | 1:28.755  | 1:28.343  | 1:28.089  | 5           |
| 6                       | 4   | Lando Norris     | McLaren-Mercedes             | 1:28.805  | 1:28.479  | 1:28.132  | 6           |
| 7                       | 63  | George Russell   | Mercedes                     | 1:28.749  | 1:28.448  | 1:28.316  | 7           |
| 8                       | 44  | Lewis Hamilton   | Mercedes                     | 1:28.994  | 1:28.606  | 1:28.460  | 8           |
| 9                       | 22  | Yuki Tsunoda     | RB-Honda RBPT                | 1:28.988  | 1:28.564  | 1:28.547  | 9           |
| 10                      | 18  | Lance Stroll     | Aston Martin Aramco-Mercedes | 1:28.250  | 1:28.578  | 1:28.572  | 10          |
| 11                      | 38  | Oliver Bearman   | Ferrari                      | 1:28.984  | 1:28.642  | N/A       | 11          |
| 12                      | 23  | Alexander Albon  | Williams-Mercedes            | 1:29.107  | 1:28.980  | N/A       | 12          |
| 13                      | 20  | Kevin Magnussen  | Haas-Ferrari                 | 1:29.069  | 1:29.020  | N/A       | 13          |
| 14                      | 3   | Daniel Ricciardo | RB-Honda RBPT                | 1:29.065  | 1:29.025  | N/A       | 14          |
| 15                      | 27  | Nico Hülkenberg  | Haas-Ferrari                 | 1:29.055  | Ingen tid | N/A       | 15          |
| 16                      | 77  | Valtteri Bottas  | Kick Sauber-Ferrari          | 1:29.179  | N/A       | N/A       | 16          |
| 17                      | 31  | Esteban Ocon     | Alpine-Renault               | 1:29.475  | N/A       | N/A       | 17          |
| 18                      | 10  | Pierre Gasly     | Alpine-Renault               | 1:29.479  | N/A       | N/A       | 18          |
| 19                      | 2   | Logan Sargeant   | Williams-Mercedes            | 1:29.526  | N/A       | N/A       | 19          |
| 107 %-gränsen: 1:34.342 |     |                  |                              |           |           |           |             |
| —                       | 24  | Zhou Guanyu      | Kick Sauber-Ferrari          | Ingen tid | N/A       | N/A       | 20          |
| Källa:                  |     |                  |                              |           |           |           |             |